# Lagraulière
 Lagraulière  (en occitano La Grauliera) es una comuna  y población de Francia, en la región de Lemosín, departamento de Corrèze, en el distrito de Tulle y cantón de Seilhac.
Su población en el censo de 2008 era de 1070 habitantes.
Está integrada en la Communauté de communes Tulle et cœur de Corrèze.

## Demografía
| 935 | 1072 | 980 | 1010 | 968 | 921 | 1070 |
| Para los censos de 1962 a 1999 la población legal corresponde a la población sin duplicidades (Fuente: INSEE [Consultar]) |      |     |      |     |     |      |